# Cota tinctoria
Pour les articles homonymes, voir Œil de bœuf (plante).
Espèce

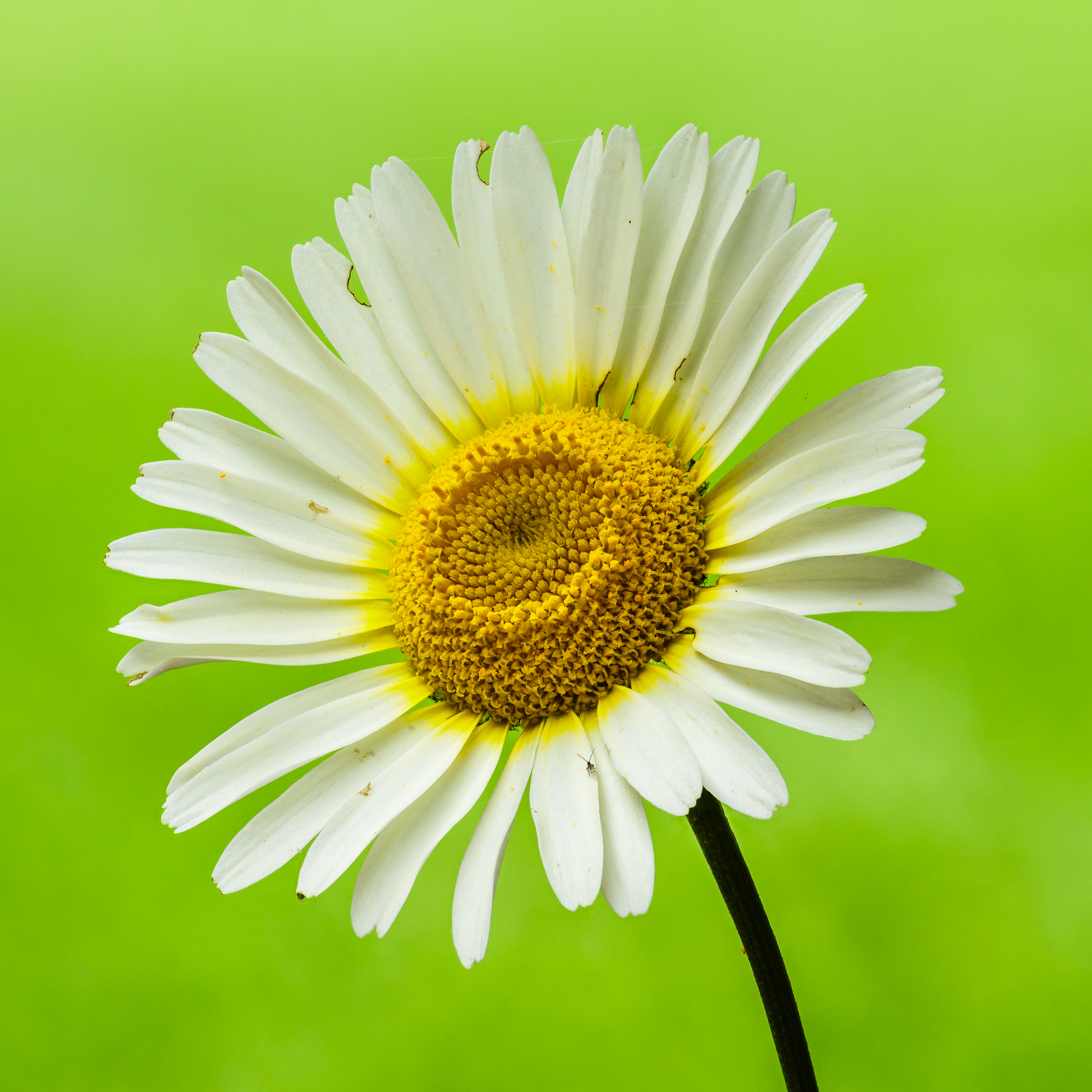
Inflorescence.

Cota tinctoria, en français Anthémis des teinturiers, Camomille jaune, Cotta des teinturiers ou Œil de bœuf, est une espèce de plante à fleurs de la famille des Astéracées. Cette espèce indigène dans plusieurs pays d'Europe et en Asie de l'Ouest, fleurit en été à basse altitude dans la plupart des pays d'Europe occidentale, à l'exception des régions méditerranéennes. Elle est souvent trouvée dans les jardins comme adventice.

## Description
C'est une plante herbacée vivace de taille moyenne, à tige souvent ramifiée, à feuilles bipennatilobées vertes à revers blanchâtre et velu. Les capitules sont jaune doré. Comme pour tous les anthémis, les fleurons périphériques, ligulés, sont femelles, tandis que les fleurons du disque sont hermaphrodites.

## Caractéristiques
Organes reproducteurs
- Type d'inflorescence : corymbe de capitules avec des réceptacles floraux munis de paillettes
- Répartition des sexes : gynomonoïque
- Type de pollinisation : entomogame, autogame
- Période de floraison : juin à août

Graine
- Type de fruit : akène
- Mode de dissémination : barochore

Habitat et répartition
- Habitat type : friches vivaces rudérales pionnières, mésoxérophiles, médioeuropéennes, thermophiles, parfois semée en bords de routes et plus ou moins échappée
- Aire de répartition : eurasiatique méridional

Données d'après : Julve, Ph., 1998 ff. - Baseflor. Index botanique, écologique et chorologique de la flore de France. Version : 23 avril 2004. 

## Liste des taxons de rang inférieur
Liste des sous-espèces selon GBIF (14 mai 2021) :
- Cota tinctoria subsp. australis (R.Fern.) Oberpr. & Greuter
- Cota tinctoria subsp. euxina (Boiss.) Oberpr. & Greuter
- Cota tinctoria subsp. fussii (Griseb. & Schenk) Oberpr. & Greuter
- Cota tinctoria subsp. gaudium-solis (Velen.) Oberpr. & Greuter
- Cota tinctoria subsp. parnassica (Boiss. & Heldr.) Oberpr. & Greuter
- Cota tinctoria subsp. sancti-johannis (Stoj. et al.) Oberpr. & Greuter
- Cota tinctoria subsp. tinctoria
- Cota tinctoria subsp. virescens (Bornm.) Oberpr. & Greuter

## Synonymes
- Anacyclus tinctorius (L.) Samp.[4]
- Anthemis debilis Fed., 1961[1]
- Anthemis tinctoria subsp. australis R.Fern., 1975[1]
- Anthemis tinctoria var. australis (R.Fern.) Govaerts, 1995[1]
- Anthemis tinctoria L., 1753[1],[4]
- Chamaemelum tinctorium (L.) All., 1785[1]
- Chamaemelum tinctorium (L.) Schreb.[4]
- Cota tinctoria (L.) J.Gay ex Guss., 1844 subsp. tinctoria[1]
- Cota tinctoria subsp. australis (R.Fern.) Oberpr. & Greuter, 2003[1]
- Cota tinctoria var. discoidea (All.) Özbek & Vural, 2012[1]
- Matricaria tinctoria (L.) Baill., 1882[1]

## Utilisation
On extrait de cette plante une teinture jaune, ce qui explique son nom d'espèce.